# 井川高雄
井川 高雄（いかわ たかお、1937年8月28日 - 2019年9月19日）は、日本の実業家・経営者である。大王製紙創業家2代目で、同社社長・会長等を歴任した。

## 概要
大王製紙の創業者である父伊勢吉の社長時代に、倒産という修羅場を経験したが、父と力を合わせて大王製紙を再建。家庭用紙への参入など時代の先を読む経営手腕を発揮して、同社を王子製紙、日本製紙に次ぐ業界3位の総合紙パルプメーカーに育て上げた。

## 経歴

### 生い立ち
1937年（昭和12年）、当時愛媛県宇摩郡三島町（現在の四国中央市）で製紙原料商を営んでいた井川伊勢吉の長男として生まれた。
1943年（昭和18年）、父・伊勢吉は大王製紙を創立、社長に就任した。

### 学生時代
大阪府立北野高等学校を経て、慶應義塾大学文学部英文学科を1年ずつ浪人留年して卒業。

### 大王製紙
大学を卒業した1962年（昭和37年）、井川高雄は父の経営する大王製紙に入社した。しかし、その時の大王製紙は、会社更生法の適用を申請し、倒産という修羅場を目撃、経験した。
井川高雄は、一度は大王製紙から離れて関連会社に出向、大王製紙の更生手続が終了した1965年（昭和40年）、大王製紙に復帰した。
1987年（昭和62年）、井川高雄は大王製紙の2代目の社長に就任した。1995年（平成7年）には、創業家の出身ではない社員、大沢保に社長職を譲った。そして、井川高雄は大王製紙の会長に就任、同職を1999年（平成11年）まで務めた。
会長退任後も、井川高雄は大王製紙最高顧問として経営に影響を与え、2007年（平成19年）6月には実の長男、井川意高を第5代大王製紙社長に就任させた。
しかしながら2011年（平成23年）10月、当時会長職であった井川意高が関連会社等の資金100億円超を私的な目的で不正に引き出して会社に損害を与えたという「大王製紙事件」が起きた。その結果、創業家一族による大王製紙の支配に逆風が吹き、その父親である井川高雄も同月28日付で大王製紙の最高顧問職を解嘱となった。
その後、2012年（平成24年）10月に顧問に復帰したが、2014年（平成26年）10月28日、複数の金融機関に秘密情報を漏洩するという顧問契約の違反行為があったとして再度解任された。
また、2014年6月23日には「事件に関与していないのに顧問を解任された」として、社長の佐光正義に対し、新聞への謝罪文掲載と1億1000万円の慰謝料を求める訴訟を東京地裁に起こしている。

### 死去
2019年9月19日、心不全のため死去。82歳没。

## 人物像
- 大王製紙の“中興の祖”とされている[10]。
- 当時大学生の意高に銀座の高級クラブ通いを奨励し、飲み代まで負担していたという[11]。
- 2006年（平成18年）には、『第56回 愛媛新聞賞』を受賞している[5]。